# Pázmándfalu
Pázmándfalu is een plaats (község) en gemeente in het Hongaarse comitaat Győr-Moson-Sopron. Pázmándfalu telt 967 inwoners (2001).